# Martinikirche (Mühlhausen)

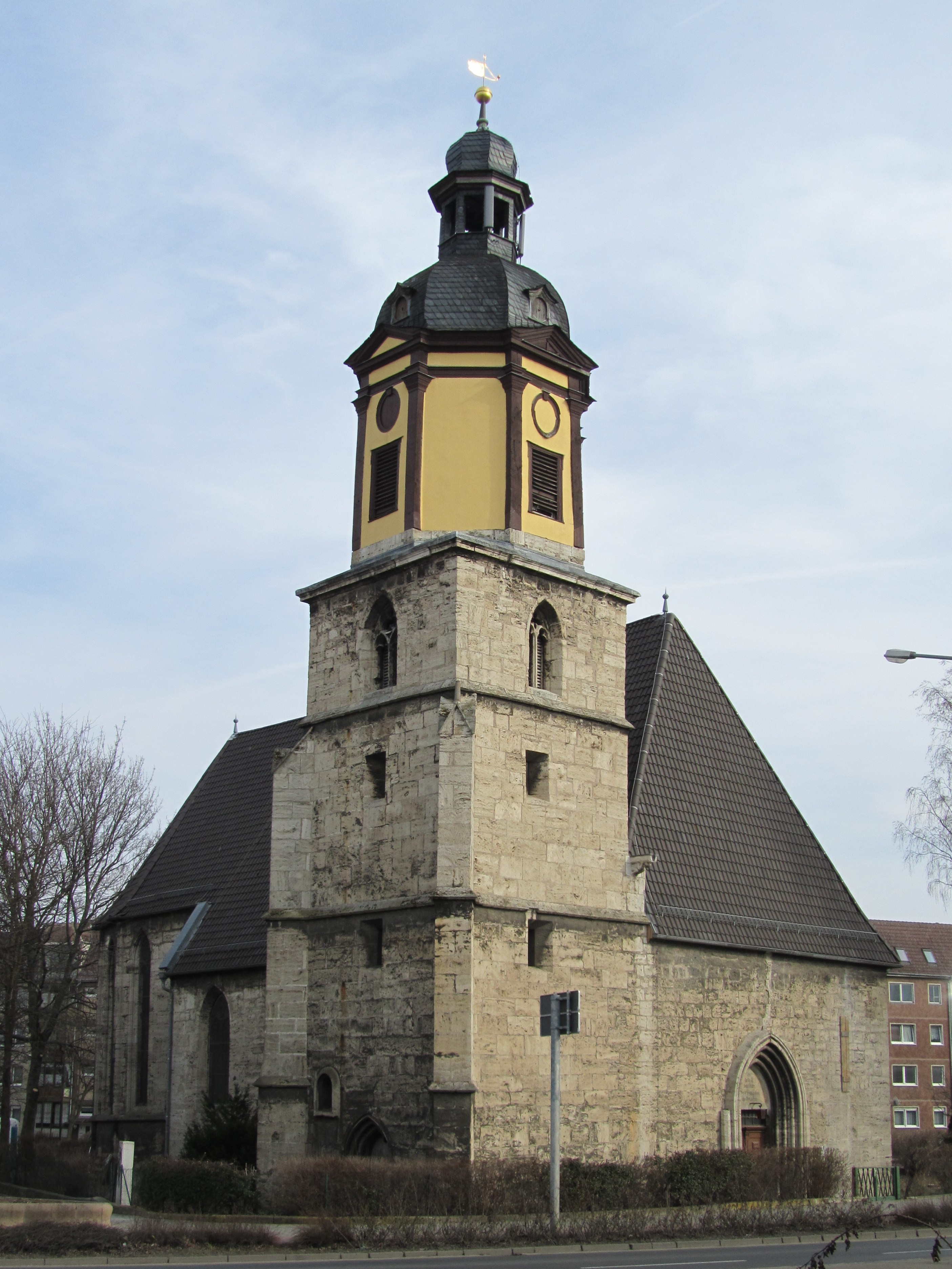
Martinikirche

Die Martinikirche in Mühlhausen, Thüringen, ist eine evangelisch-lutherische Pfarr- und Jugendkirche.

## Geschichte
1358 wurde das Gotteshaus in einer Ablassurkunde Papst Innozenz’ VI. erstmals schriftlich erwähnt. Die ehemals chorlose kleine Saalkirche wurde 1364 durch den Deutschen Orden übernommen und durch einen Chor- und Turmanbau erweitert.
Die von außen zugängliche, im Erdgeschoss des Kirchturmes befindliche Kapelle wurde in der zweiten Hälfte des 15. Jahrhunderts mit Malereien verziert.
Der Fachwerkaufsatz des Turmes wurde 1735 gebaut, 1870 erhielt die Kirche die spitzbogige Holztonne.
Das Altarbild, einen auferstehenden Christus, schuf 1886 Carl Gottfried Pfannschmidt.
Seit 2007 ist die Kirche über eine Nutzungsvereinbarung mit der Martinsgemeinde eine Jugendkirche.